# Pārīz
Pārīz (persiska: پاریز, Rīz) är en ort i Iran.   Den ligger i provinsen Kerman, i den centrala delen av landet, 800 km sydost om huvudstaden Teheran. Pārīz ligger 2 316 meter över havet och antalet invånare är 4 527.
Terrängen runt Pārīz är huvudsakligen kuperad, men åt sydost är den platt.Runt Pārīz är det glesbefolkat, med 16 invånare per kvadratkilometer. Pārīz är det största samhället i trakten. Omgivningarna runt Pārīz är i huvudsak ett öppet busklandskap.